# ローガン郡 (ウェストバージニア州)
ローガン郡（英: Logan County）は、アメリカ合衆国ウェストバージニア州の南西部に位置する郡である。2010年国勢調査での人口は36,743人であり、2000年の37,710人から2.6%減少した。郡庁所在地はローガン市（人口1,779人）であり、同郡で人口最大の都市でもある。

## 歴史
ローガン郡は1824年に、ジャイルズ郡、テイズウェル郡、キャベル郡、カナー郡、のそれぞれ一部を合わせて設立された。郡名はミンゴ族インディアンの著名な酋長、ローガンに因んで名付けられた。1921年、アメリカ史の中でも最大級の武装蜂起となったブレアマウンテンの戦いが起きた。
1972年2月26日に起きたバッファロー・クリーク洪水は、水の重さに耐えられなくなった石炭スラリーのダムが決壊して1億ガロン (380,000 m3) 以上の水を放出し、高さ30フィート  (9.1 m) の波が下流を襲った。ロレードとランデールの町が壊滅し、他にもサンダース、アムハーストデール、クライツ、ラトローブなど14の町が被害を受け、125人が死亡した。

## 地理
アメリカ合衆国国勢調査局に拠れば、郡域全面積は456平方マイル (1,180 km2)であり、このうち陸地454平方マイル (1,176 km2)、水域は1平方マイル (4 km2)で水域率は0.31%である。

### 主要高規格道路
- アメリカ国道52号線
- アメリカ国道119号線
- ウェストバージニア州道10号線
- ウェストバージニア州道17号線
- ウェストバージニア州道44号線
- ウェストバージニア州道73号線
- ウェストバージニア州道80号線

### 隣接する郡
- リンカーン郡 - 北
- ブーン郡 - 北東
- ワイオミング郡 - 南東
- ミンゴ郡 - 南西

## 人口動態
以下は2000年国勢調査による人口統計データである。
| 基礎データ - 人口: 37,710人 - 世帯数: 14,880 世帯 - 家族数: 10,936 家族 - 人口密度: 32人/km2（83人/mi2） - 住居数: 16,807軒 - 住居密度: 14軒/km2（37軒/mi2） 人種別人口構成 - 白人: 96.33% - アフリカン・アメリカン: 2.59% - ネイティブ・アメリカン: 0.12% - アジア人: 0.30% - 太平洋諸島系: 0.02% - その他の人種: 0.06% - 混血: 0.59% - ヒスパニック・ラテン系: 0.54% 年齢別人口構成 - 18歳未満: 22.1% - 18-24歳: 9.3% - 25-44歳: 28.0% - 45-64歳: 26.1% - 65歳以上: 14.5% - 年齢の中央値: 39歳 - 性比（女性100人あたり男性の人口） - 総人口: 94.2 - 18歳以上: 91.0 | 世帯と家族（対世帯数） - 18歳未満の子供がいる: 30.5% - 結婚・同居している夫婦: 57.0% - 未婚・離婚・死別女性が世帯主: 12.6% - 非家族世帯: 26.5% - 単身世帯: 24.0% - 65歳以上の老人1人暮らし: 11.4% - 平均構成人数 - 世帯: 2.50人 - 家族: 2.95人 収入と家計 - 収入の中央値 - 世帯: 24,603米ドル - 家族: 29,072米ドル - 性別 - 男性: 31,515米ドル - 女性: 20,212米ドル - 人口1人あたり収入: 14,102米ドル - 貧困線以下 - 対人口: 24.1% - 対家族数: 20.8% - 18歳未満: 34.6% - 65歳以上: 14.4% |

## 都市と町

### 都市
- ローガン - 郡庁所在地

### 町
- チャップマンビル
- マン
- ミッチェルハイツ
- ウェストローガン

### 国勢調査指定地域
- アマーストデール・ロビネット
- ホールデン
- マウントゲイ・シャムロック
- スウィッツァー

### 未編入の町
| - アッコビル - アーガイル - ベイバー - ベイスデン - バンコ - バーナバス - ベッコ - ビーブ - ビッグクリーク - ブラックボトム - ブレア - ブラッドショー - ブレイホルム - ブルーノ - チェンバーズ - ショーンシー - クリスチャン - クレイプール - コールバレー - コーラ - クラネコ - クライツ - クルックトクリーク - クラウン - クリスタルブロック | - ダブニー - デイジー - ダビン - デイビス - ディヒュー - ダイアモンド - ドブラ - ドッグパッチ - ドン - アーリング - エメット - エセル - ファンコ - ファイブブロック - フォートブランチ - フリーズフォーク - フロッグタウン - ジルマンボトム - ゴッドビーハイツ - グリーンビル - ガイアンテラス - ハルシオン - ヘッジビュー - [ヘンローソン - ヘンスリーハイツ | - ヘッツェル - ハフジャンクション - ハッチンソン - アイサム - ジャスティスアディッション - ケリー - キスラー - キッチン - レイク - ランドビル - ラトローブ - リンツアディッション - ローガンハイツ - ロラド - ランデール - ライバーン - マロリー - マコネル - メルビル - ミッコ - ミフリン - ミネラルシティ - モナビル - モンクロ - モニター | - マウンテンビュー - ニーバート - オイルビル - オマー - オービル - パーディ - ピーチクリーク - ペックスミル - ファイコ - パインクリーク - ララムコ - レッドキャンベル - リッジビュー - リタ - ロスモア - ラムジャンクション - サラアン - サンダース - シャープルズ - シーゴン - シブリー - スレイグル - ソドム - ソブリン - スプルースバレー | - スティラット - ストーリングス - ストーンブランチ - ストウ - サルファースプリングス - サンビーム - サンセットコート - スーピアリアボトム - シカモア - タップリン - トンプソンタウン - トレイスジャンクション - トロイタウン - アッパーホイットマン - バーダンビル - ウォルナットヒル - ワンダ - ワールウィンド - ホワイツアディッション - ホイットマン - ホイットマンジャンクション - ウィルキンソン - ワイロー - ヨーリン |